# Antonio Nuciari
Antonio Nuciari (Osimo, 1º ottobre 1924 – Trieste, 19 novembre 2019) è stato un calciatore italiano, di ruolo portiere.

## Biografia
Zio di Giulio Nuciari, portiere negli anni ottanta  nel 1953 si sposa a Cortina d'Ampezzo con Valnea Mayer. Dal loro matrimonio, nel 1963, nasce una figlia, Paola. La moglie muore nel 1977, per una malattia.

## Carriera
Cresce calcisticamente nel Pellizzari di Arzignano per approdare poi nel Vicenza dove, a causa di una pleurite, non scenderà mai in campo.
Successivamente, nel 1947, Nuciari passa alla SPAL di Paolo Mazza. Dopo 36 partite in due anni di Serie B - in cui prima fa il vice di Marco Brandolin e poi diventerà titolare - passa in Serie A alla Triestina. Con gli alabardati gioca sette campionati nella massima serie per un totale di 154 partite.
Nel 1956 chiude con il calcio professionistico per proseguire l'attività agonistica per qualche anno nelle serie minori prima del definitivo abbandono. Smessi i guantoni da portiere sarà per tanti anni medico della Triestina (1958-1974) e una delle figure principali dell'ordine dei medici sportivi della regione Friuli - Venezia Giulia.